# Tom Bender
Tom Bender (* 15. September 1965 in Düsseldorf; † 10. August 2018) war ein deutscher Sportjournalist und Medienmanager.

## Leben
Bender durchlief eine Banklehre und anschließend die Journalistenschule Axel Springer. Er war beim Axel-Springer-Verlag tätig, arbeitete für die Bild und die Sport Bild. Gemeinsam mit Ulrich Kühne-Hellmessen veröffentlichte er 1996 das Buch Ruuuuudi über Rudi Völler, 2001 war er zusammen mit Kühne-Hellmessen Herausgeber eines Buches über den Hamburger SV.
Bender wurde beim Fernsehsender Premiere tätig, wurde unter anderem bei Fußballübertragungen als Moderator eingesetzt und stieg dort zum (kommissarischen) Sportchef und Mitglied der Geschäftsleitung auf. Zum 1. September 1999 wechselte Bender als Leiter der Sportredaktion zum Sender TM3, der damals Champions-League-Spiele übertrug.
2001 ging Bender zur DFL Deutsche Fußball Liga, bei der er von 2007 bis 2012 Geschäftsführer Medien, Marketing und Kommunikation war und dem Vorstand des Ligaverbandes angehörte. Er gestaltete jahrelang den DFL-Supercup mit. Die Bundesliga-Stiftung (später DFL-Stiftung) leitete Bender von 2008 bis 2014 als Vorstandsvorsitzender. Ab Juli 2011 war Bender des Weiteren Leiter des Deutschen Fußball-Archives. Im Zeitraum 2012 bis Ende 2014 war er Geschäftsführer der DFL-Tochtergesellschaft DFL Digital Sports, deren Aufbau er leitete.
Mitte November 2015 wechselte Bender zur Rheinischen Post Verlagsgesellschaft mbH, deren Geschäftsführer er wurde. Bender starb im August 2018 an den Folgen eines Herzinfarkts. Er hinterließ seine Ehefrau und zwei Töchter.